# Resolutie 2282 Veiligheidsraad Verenigde Naties
De VN- vredesopbouwfonds werd op 27 april 2016 unaniem aangenomen door de VN-Veiligheidsraad en handelde over de rol van de Verenigde Naties in het bewerkstelligen en handhaven van vrede in conflictlanden.

## Inhoud
Het grote aantal gewapende conflicten in de wereld eiste een hoge menselijke tol en putte de middelen van de Verenigde Naties uit. Men was nog steeds vastbesloten wereldwijd duurzame vrede te bewerkstelligen. Daartoe moest een gezamenlijke maatschappelijke visie worden ontwikkeld, met oog voor de noden van alle gelederen van de bevolking. Men moest trachten de uitbraak, escalatie, voortzetting en hervatting van conflicten te vermijden, de achterliggende problemen aanpakken en de partijen helpen met het stopzetten van vijandelijkheden, verzoenen en heropbouwen. Duurzame vrede is de gedeelde verantwoordelijkheid van overheid en alle andere betrokken partijen, en heeft voortdurende internationale aandacht nodig. De drie pilaren van de Verenigde Naties — mensenrechten, vrede en veiligheid en ontwikkeling; de verantwoordelijkheid van respectievelijk de Algemene Vergadering, de Veiligheidsraad en de Economische en Sociale Raad — zijn fundamenteel in alle stadia van een conflict.
In september 2015 had de Algemene Vergadering met haar resolutie 70/1 een aantal doelstellingen voor het jaar 2030 aangenomen, waaronder het uit de wereld helpen van armoede en het overal voor vrede zorgen. In 2017 zou de Algemene Vergadering opnieuw gaan debatteren over het versterken van de rol van de VN bij het opbouwen van vrede.
De Vredesopbouwcommissie is een in 2005 opgerichte intergouvernementele organisatie die na een conflict advies verleent bij het opbouwen van vrede, de heropbouw en ontwikkeling, en ook als forum van expertise fungeert inzake deze materie. Die expertise was bijvoorbeeld van belang bij het vastleggen van de mandaten van VN-operaties en bij het afsluiten van overeenkomsten met landen.
Secretaris-generaal Ban Ki-moon werd gevraagd de samenwerking met de Wereldbank te versterken in landen die met een conflict te kampen hadden, met als bedoeling meer geld voor economische groei, investeringen en jobs te bekomen in die landen. Alle landen werden ook aangespoord bij te dragen aan het vredesopbouwfonds. Met dit fonds worden projecten gefinancierd om landen die een conflict achter de rug hebben te stabiliseren, en zo een terugval te voorkomen.
Lijst ·  2260 ·  2261 ·  2262 ·  2263 ·  2264 ·  2265 ·  2266 ·  2267 ·  2268 ·  2269 ·  2270 ·  2271 ·  2272 ·  2273 ·  2274 ·  2275 ·  2276 ·  2277 ·  2278 ·  2279 ·  2280 ·  2281 ·  2282 ·  2283 ·  2284 ·  2285 ·  2286 ·  2287 ·  2288 ·  2289 ·  2290 ·  2291 ·  2292 ·  2293 ·  2294 ·  2295 ·  2296 ·  2297 ·  2298 ·  2299 ·  2300 ·  2301 ·  2302 ·  2303 ·  2304 ·  2305 ·  2306 ·  2307 ·  2308 ·  2309 ·  2310 ·  2311 ·  2312 ·  2313 ·  2314 ·  2315 ·  2316 ·  2317 ·  2318 ·  2319 ·  2320 ·  2321 ·  2322 ·  2323 ·  2324 ·  2325 ·  2326 ·  2327 ·  2328 ·  2329 ·  2330 ·  2331 ·  2332 ·  2333 ·  2334 ·  2335 ·  2336